# جون إي. أوتو
جون إي. أوتو (بالإنجليزية: John E. Otto)‏ هو عسكري أمريكي، ولد في 18 ديسمبر 1938 في سانت بول في الولايات المتحدة.